# Фригидаријум
Фригдаријум (лат. frigidarium) или хладно купатило је једна од највећих просторија у римском купатилу — терми са базенима за купање у хладној води, али често и са базеном за пливање. У античком свету, ова просторија се користила после посете топлим кадама (калдаријуму) или после вежби у вежбалишту — палестри, уколико купатило није имало базен — лат. natatio, али и за друштвени живот који се одвијао у купатилу.

## Порекло назива
Фригдаријум или frigidarium је латинска реч настала од глагола frigeo  (хладити), а употребљава се и термин piscinalis cella, односно „просторија са базенима“ (лат. piscinae).

## Намена и карактеристике
У римским купатилима од доба Августа лекари су почели да препоручују купање и челичење организма у хладној води чиме је фригидаријум као посебан простор у оквиру римског купатила добио посебан значај.
Најчешћи облик фригидаријума је правоугаони и он представља једну од највећих просторија у купатилу, које су повезане са аподитеријумом или палестром, а могле су да воде купаче даље у тепидаријум. 
У касноантичко и рановизантијско доба фригидаријуми су често имали полигоналне форме, нарочито октогоналне. Октогонални облик фригидаријума касније је утицао на изглед ранохришћанских крстионица.
 
Просторија је најчешће засвођена бачвастим, крстастим или сводом у облику калоте. Садржи један или више када са хладном водом (piscina, baptisterium, κολυμβήθρα или δεξαμενή), постављених у нишама на крајевима, дуж страница правоугаоног простора или у центру, уколико је просторија кружна. Каде су снабедване водом из цеви или цистерни. Постојале су и инсталације за одвод воде која се штедила и рационално користила након купања за испирање у тоалету. 
Инсталације за грејање фригдаријума ретко се срећу и углавном су откривене на археолошким остацима у просторима саграђеним у хладнијим климатским зонама. 
Фргидаријуми су често декорисани, на пример, статуама у нишама, јер су представљали једну од значајнијих друштвених просторија у купатилу.